# Pavlos Melas (Gemeinde)
Pavlos Melas (griechisch Παύλος Μελάς (m. sg.)) ist eine Gemeinde in der griechischen Region Zentralmakedonien. Sie wurde anlässlich der Verwaltungsreform 2010 aus dem Zusammenschluss von drei Gemeinden gebildet. Verwaltungssitz ist Stavroupoli. Die Gemeinde trägt den Namen des griechischen Offiziers Pavlos Melas, dem eine bedeutende Rolle im Kampf um Makedonien zu Beginn des 20. Jahrhunderts zukam. Das nach ihm benannte KZ Pavlos Melas liegt im Gemeindebezirk Stavroupoli ebenfalls auf dem Gemeindegebiet.

## Lage
Pavlos Melas ist eine Vorstadtgemeinde der nordgriechischen Hafenstadt Thessaloniki. Sie grenzt im Süden an Neapoli-Sykies und Ambelokipi-Menemeni, im Westen an Eleftherio-Kordelio, im Norden an Oreokastro und im Osten an Pylea-Chortiatis.
Durch die Gemeinde verlaufen die A 2 mit einem Abzweig zur A 24, der östlichen Stadtumgehung Thessalonikis, die weiter zum Flughafen führt. Ebenfalls von der A 2 führt die Ethniki Odos 2 nach Süden ins Stadtzentrum Thessalonikis. Von der EO 2 verläuft die Ethniki Odos 111 westwärts um die nach Osten hat sie eine Verbindung an die A 25.

## Verwaltungsgliederung
Die Gemeinde Pavlos Melas wurde anlässlich der Verwaltungsreform 2010 aus dem Zusammenschluss der Gemeinden Stavroupoli, Polichni und der Landgemeinde Efkarpia gebildet, diese bilden seitdem die drei Gemeindebezirke. Verwaltungssitz ist Stavroupoli.
| Gemeindebezirk | griechischer Name              | Code   | Fläche (km²) | Einwohner 2011 | Stadtbezirk (Δημοτική Κοινότητα) | Lage |
| -------------- | ------------------------------ | ------ | ------------ | -------------- | -------------------------------- | ---- |
| Stavroupoli    | Δημοτική Ενότητα Σταυρουπόλεως | 071101 | 03,395       | 46.008         | Stavroupoli                      |      |
| Efkarpia       | Δημοτική Ενότητα Ευκαρπίας     | 071102 | 13,184       | 13.905         | Efkarpia                         |      |
| Polichni       | Δημοτική Ενότητα Πολίχνης      | 071103 | 07,572       | 39.332         | Polichni                         |      |
| Gesamt         | Gesamt                         | 0712   | 24,151       | 99.245         |                                  |      |